# Santaliestra y San Quílez
Santaliestra y San Quílez è un comune spagnolo di 123 abitanti situato nella comunità autonoma dell'Aragona.